# Conotrachelus similis
Conotrachelus similis – gatunek chrząszcza z rodziny ryjkowcowatych.

## Zasięg występowania
Ameryka Północna, występuje w płd. - wsch. części USA (od Georgii i Oklahomy na płn. po Florydę i Teksas na płd.) oraz w Ameryce Środkowej.

## Budowa ciała
Ubarwienie  ciała brązowe z czarnymi i białymi plamkami. W tylnej części pokryw duże,okrągłe białe plamy.

## Biologia i ekologia
Żeruje na drzewie Sideroxylon lanuginosum z rodziny sączyńcowatych.